# Proterhinus coprosmicola
Proterhinus coprosmicola is een keversoort uit de familie Belidae. De wetenschappelijke naam van de soort is voor het eerst geldig gepubliceerd in 1928 door Perkins.